# プルコボ航空612便墜落事故
プルコボ航空612便墜落事故（プルコボこうくうろくいちにびんついらくじこ）とは、2006年8月22日（モスクワ時間）に、ロシア西部の都市アナパ発サンクトペテルブルク行きプルコボ航空 612便（ツポレフTu-154、機体番号：RA-85185）が、ロシア国境に近いウクライナ東部上空を巡航中に墜落した航空事故である。この事故で乗客160名、乗員10名の合わせて170名全員が死亡。612便は、サンクトペテルブルクに本社を置くプルコボ航空により、ロシア西部の都市アナパ発サンクトペテルブルク行きの定期旅客便として運航されていた。

## 機体
612便は、ソ連時代に製造されたツポレフTu-154型機（機体番号RA-85185）で、プルコボ航空により運航された。同機は直前の運航の後に燃料の補給等はせず、予定された通りにアナパを離陸した。「プルコボ航空機はアナパを予定通りに出ました。必要な整備は全て必要なだけ行われていました」と、アナパ国際空港の支配人は証言した。記録によると、機体は1992年に新造されたもので、事故までに累計24,215時間飛行した。同機は2001年にプルコボ航空が購入するまで中国の四川航空が所有していた。
操縦士は、12,000時間以上の飛行経験を有し、ツポレフTu-154型機の操縦経験はそのうち6,000時間であった。

## 事故
ロシアのテレビ局・チャンネル1の報道によると、プルコボ航空612便はモスクワ時間火曜日の15時37分にSOS信号を送信し、2分後にレーダーから消失した。当初612便はウクライナ東部のドネツィクの北方およそ45kmの地点に墜落したとされた。捜索の結果、機体はSukha Balka村近郊で発見された。
プルコボ航空の副運航支配人は、「612便は高度11,500メートル (37,700 ft)を飛行中にSOS信号を送信し、高度を急激に下げた後、2回目のSOS信号を送信した。そのときの高度は3,000メートル (9,800 ft)であった。」と語った。それ以外に612便からの交信はなかった。
約260名のレスキュー隊員が当局によって閉鎖されていた墜落現場に到着した。現場には残骸と遺体が長さ400mにわたって散乱していた。レスキュー隊は翌水曜日に、搭乗していた170人全員の遺体を収容したことを確認し、遺体の捜索を打ち切った。墜落時の激しい衝撃と墜落前の火災のために、現地で身元が確認される犠牲者はごく少数だろうとレスキュー隊員たちは語った。ブラックボックスの捜索は夜に一度中断されたものの、翌朝フライトデータレコーダーとコックピットボイスレコーダーの両方が回収された。ブラックボックスは解析のため首都モスクワに送られた。
612便の墜落は、現地の農夫と、雨宿りの場所を探していた若いカップルにより目撃されていた。「飛行機が空から落ちてきて、地面と衝突すると同時に爆発し、激しく燃えた。たくさんの人がシートに座ったままの状態で機体から投げ出されたのが見えたが、誰一人生存していないようだった。」と取材に対し答えた。また、事故は墜落現場の近くの住人によって、携帯電話のカメラで撮影されていた。

## 事故原因
事故の直前に操縦士が管制官に激しい乱気流に遭遇している旨を伝えていたため、初期の報道は612便が落雷を受けた可能性を示唆した。近郊の町の住人によれば、事故発生時の現地は、地上において携帯電話の電波が中断されたり、時折停電が発生するほどの悪天候に見舞われていた。現場に到着した警察官は当初、612便は落雷の直撃を受けて機内火災を起こしたのではないかと推測した一方で、事故調査委員は初期の調査結果に基づいて、612便がツポレフTu-154型機の設計最大飛行高度を超過する高い高度まで上昇したために、フラットスピンに陥って操縦不能のまま墜落した可能性を示唆した。

## 犠牲

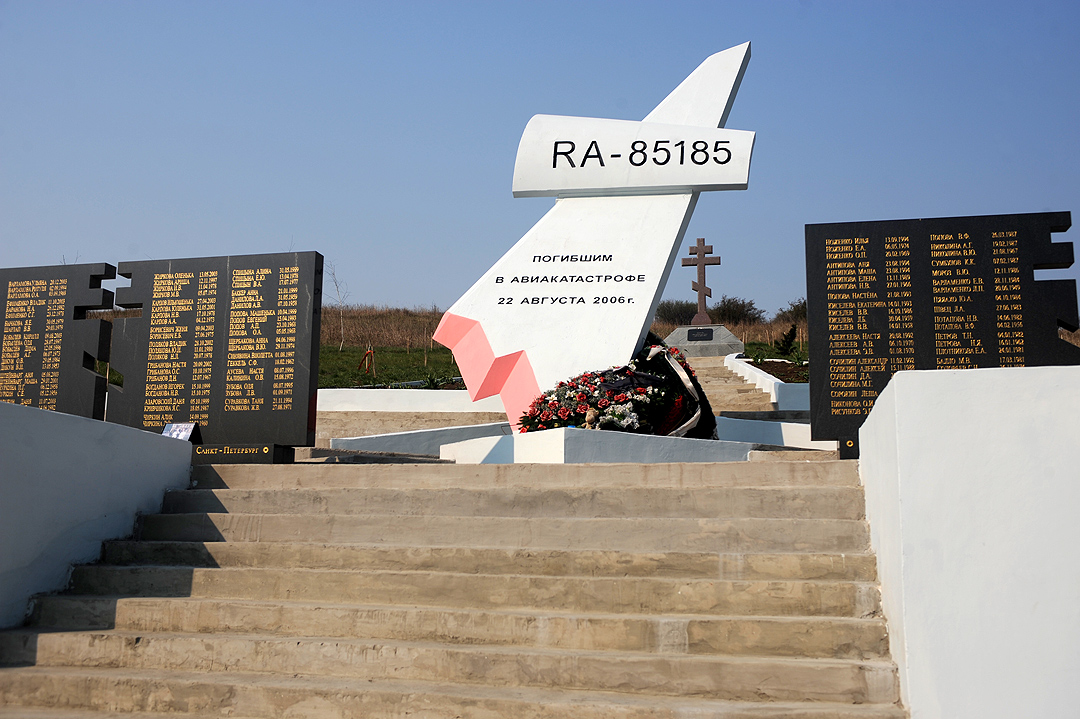
慰霊碑。機体記号のRA-85185が記されている。

当初プルコボ航空は、612便の乗客は、2歳未満の乳児6名と12歳未満の子供39名を含む159名と発表した。後ほど、同社は自社ウェブサイトにおいて短い声明を述べ  、160名の乗客と10名の乗員全員の名簿を公表した上で、612便に搭乗していた人数が合計170名であったことを発表した。乗客の160名のうち、45名は12歳未満の子供であった。ただし、乗組員が管制官側に対し搭乗者数は乗員11名と子供40名を含む乗客160名の、合計171名であると報告していたことを報道しているメディアもある。事故調査委員は人数の食い違いは現段階では説明が付かず、正確な調査が完了するまでは時間がかかるとの見通しを示した。プルコボ航空のウェブサイトは、この事故に関連し、全面改変された。
ロシア連邦非常事態省も、同省のウェブサイトにおいて612便の搭乗者名簿を公表している。なお、同省はテロの可能性を否定している。発表によると、乗客のうち20名はサンクトペテルブルクを経由して同国ムルマンスクへ旅行する途中であった。その他の乗客のほとんどは、夏の休暇を終えて自宅へと戻る途中の家族たちであった。
ロシアのウェブサイトStrana.ru  は、乗客のうち2名はドイツ出身、1名はオランダ出身、1名はフランス出身、1名はフィンランド出身であったと伝えている。プルコボ航空は、これら5名の乗客はいずれもロシアとの二重国籍を有していたことを明らかにしている。
ウクライナは事故の犠牲者を追悼するため、8月23日を国家服喪の日とし、さらに同国15回目の独立記念日の式典を8月24日から8月26日に変更し、式典規模も大幅に縮小された。ロシアも8月24日を国家服喪の日と定めた。

## 旅客リストの不一致
事故現場に到達した事故調査委員は、171名分の遺体と1人分の遺体の断片を発見したが、これは航空会社およびロシア連邦非常事態省が発表した乗客名簿の人数に一致しない。事故調査委員会は現段階では理由は不明であるとし、さらなる調査が必要であると語った。